# Scott Monument
Het Scott Monument is een Victoriaans neogotisch monument voor de Schotse schrijver sir Walter Scott. Het monument staat in de Princes Street Gardens, aan de Princes Street in Edinburgh. Het is niet ver vanaf het station Edinburgh Waverley, dat is vernoemd naar Scott's Waverley Novels. Het is op een na grootste monument voor een schrijver na het Martí monument in Havana, Cuba.

## Ontwerp
De toren is 61,11 meter hoog en heeft uitzichtplatforms die te bereiken zin met een reeks wenteltrappen. Vanaf hier kan een panoramisch uitzicht worden gezien van Edinburgh en omgeving. Het hoogste platform kan worden bereikt met 287 treden. Het is gebouwd van zandsteen uit de groeve bij Ecclesmachan in West Lothian.
Het monument staat op de as van South St. David Street, een van de twee straten die vanaf St Andrew Square naar Princes Street leidt. Het is een centraal punt binnen dat uitzicht, omdat het monument groot genoeg is om de daarachtergelegen Old Town af te schermen. Door zijn grootte en verhoogde ligging domineert het monument het oostelijke deel van de Princes Street Gardens.

## Geschiedenis
Na de dood van Walter Scott in 1832, werd er een wedstrijd uitgeschreven om een monument voor hem te ontwerpen. Een onwaarschijnlijke deelnemer deed mee, onder het pseudoniem John Morvo, die de middeleeuwse architect van Melrose Abbey was. Morvo was in feite George Meikle Kemp, een 45 jaar oude meubelmaker, tekenaar en autodidactisch architect. Hij dacht zelf dat zijn gebrek aan architectonische kwalificaties en reputatie hem zouden diskwalificeren, maar zijn ontwerp was populair bij de juryleden van de wedstrijd en zij gunden hem in 1838 het contract om het monument te bouwen.

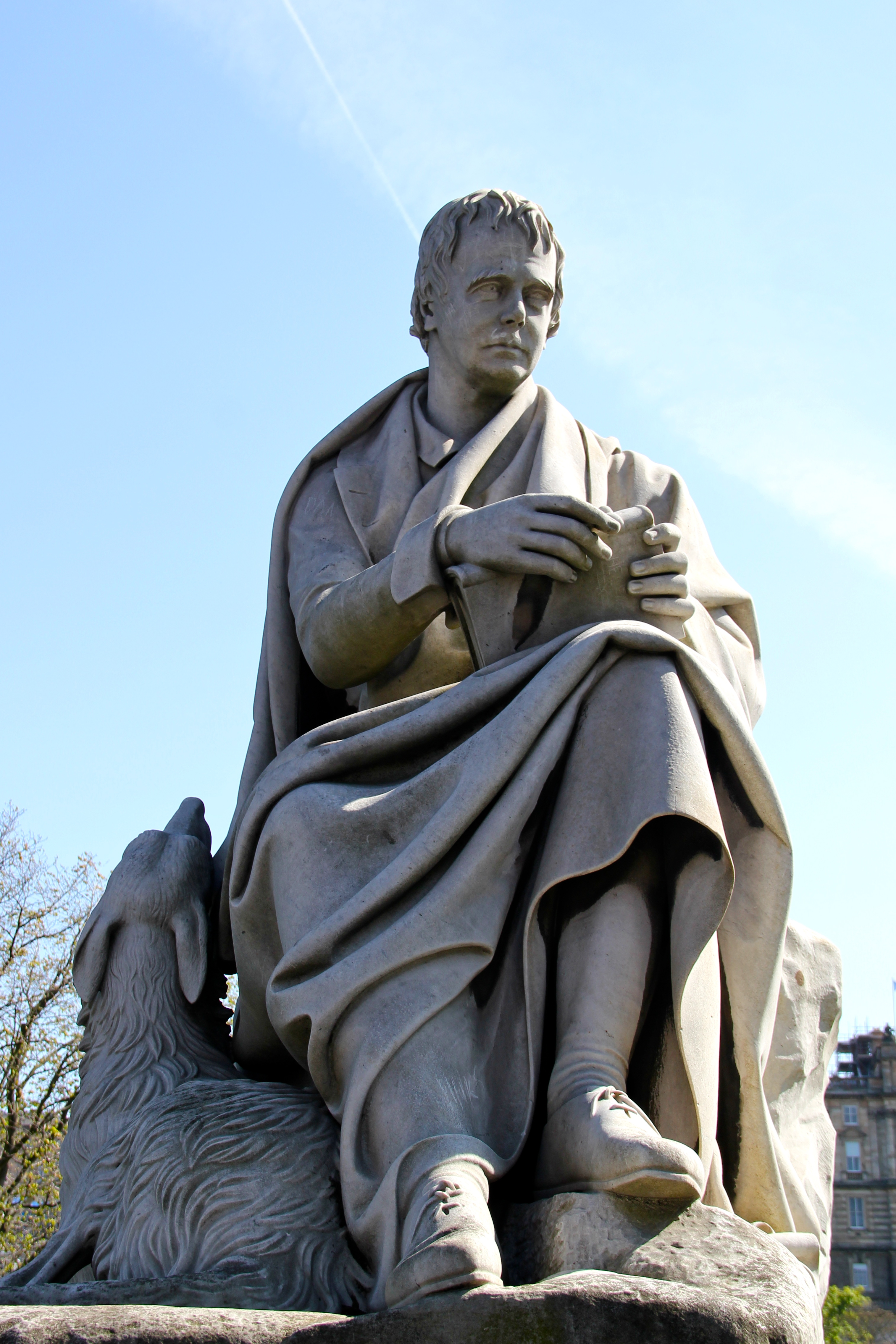
Het standbeeld van Sir Walter Scott, ontworpen door John Steell.

John Steell kreeg de opdracht om een monumentaal standbeeld van Scott te ontwerpen dat in de middenruimte tussen de vier kolommen van de toren zou rusten. Het is gemaakt van wit Carrara-marmer en toont Scott zittend, rustend na het schrijven van een van zijn werken met een ganzenveer, met zijn hond Maida aan zijn zijde. Verder zijn er op het monument nog 64 figuren van de personages uit Scott's romans, gebeeldhouwd door Schotse beeldhouwers.

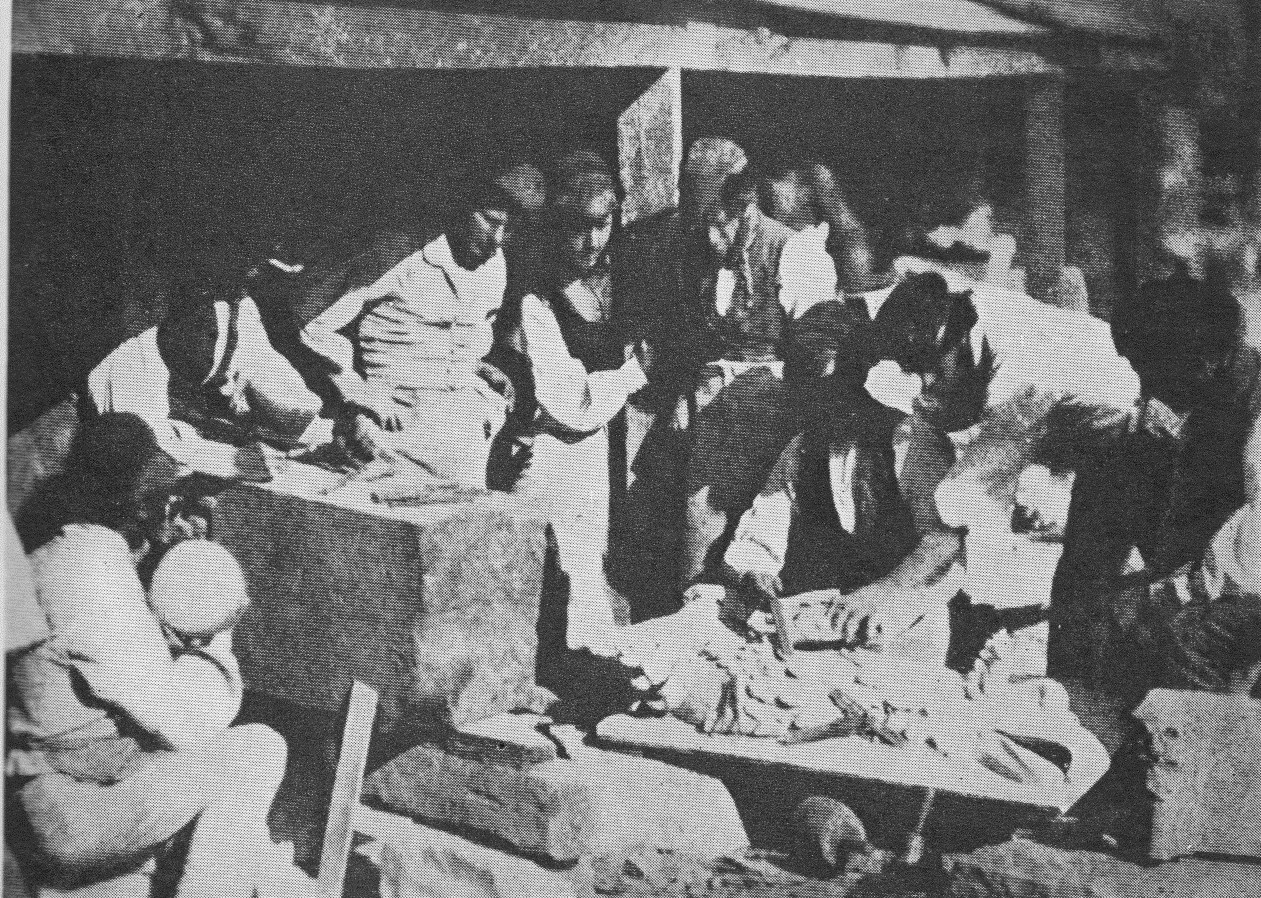
De steenhouwers aan het werk aan het monument.

De bouw van het monument bracht hoge kosten met zich mee voor de betrokken steenhouwers, vooral degene die verantwoordelijk waren voor het voorbereiden van de blokken, met hun snijwerk en beelden. Dit werk gebeurde in afgesloten loodsen, waar ze werden blootgesteld aan grote hoeveelheden gevaarlijk fijnstof. Het was minder slecht voor de 'bouwmetselaars', die in de open lucht werkten om de voorbereide steenblokken te plaatsen. Vanwege de hardheid van de steen (uit de Binnie-groeve nabij Uphall, ten westen van Edinburgh), die voor het monument gebruikt werd, waren de steenhouwers bijzonder kwetsbaar voor phthisis, de term die destijds gebruikt werd voor silicose, wat meerdere steenhouwers het leven heeft gekost.
De eerste steen werd op 15 augustus 1840 gelegd door Sir James Forrest van Comiston, die de Lord Provost en de Grand Master Mason of Scotland was op dat moment. De bouw begon in 1841, nadat toestemming was verkregen door middel van een speciale wet, de Monument to Sir Walter Scott Act, die door het Schotse parlement werd aangenomen. De bouw duurde bijna vier jaar en het monument werd voltooid in de herfst van 1844, toen Kemp's zoon de laatste steen plaatste. De totale kosten voor de bouw bedroegen iets meer dan £16.154 en het monument werd ingehuldigd op 15 augustus 1846. George Meikle Kemp heeft dit niet mee kunnen maken, omdat hij op 6 maart in 1844 viel en verdronk in het Union Canal.

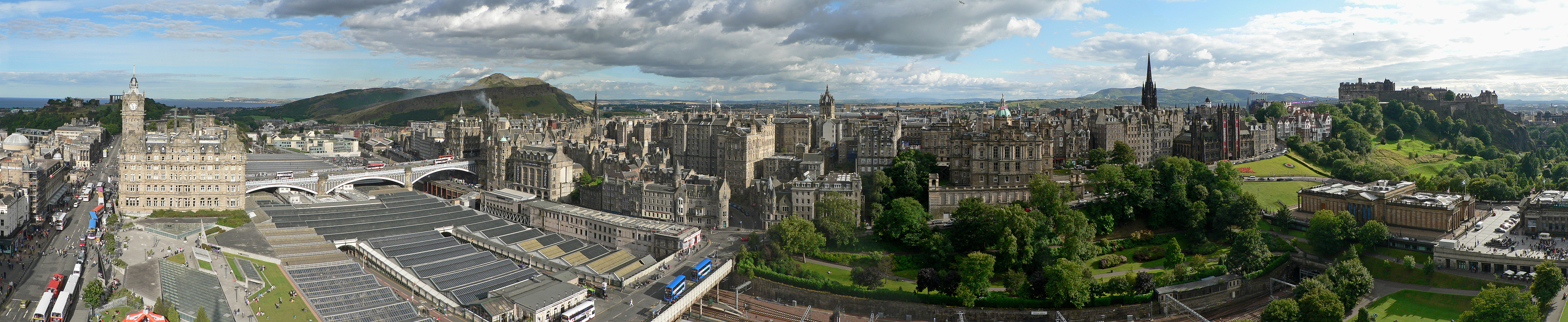
Het panoramische uitzicht over Edinburgh, gezien vanaf het Scott Monument met van links naar rechts Princes Street met het Balmoral Hotel, station Edinburgh Waverley (met de North Bridge en Waverley Bridge), de Old Town van Edinburgh, Princes Street Gardens, The Mound en Edinburgh Castle.